# Maciej Aleksander Orlewski
Maciej Aleksander Orlewski herbu Cielątkowa – wiceinstygator koronny od 1728 roku, skarbnik czerski w 1726 roku, komornik czerski w 1725 roku.
Syn Wojciecha i Justyny Witkopówny. Żonaty z Franciszką, miał córkę Mariannę i syna Józefa.
Poseł na sejm 1730 roku z Inflant.